# El Fons
El Fons (o El/Lo Fondo de Sucs) és una partida de l'Horta de Lleida, de Lleida.
Limita:
- Al nord amb la partida de Suquets Baix.
- Al nord-est amb la partida d'El Regal de la Casa.
- A l'est amb la partida de L'Oliverar i amb l'EMD de Sucs.
- Al sud-est amb la partida de Suquets.
- Al sud amb la partida de La Plana de Sucs.
- A l'oest amb el terme municipal de Gimenells i el Pla de la Font.